# Родогуна (дочь Артаксеркса II)
Родогуна — персидская принцесса из династии Ахеменидов, дочь царя царей Артаксеркса II (годы правления 404—358 до н. э.) и одной из его наложниц. После битвы при Кунаксе в 401 году до н. э. её отец выдал её замуж за бактрийского дворянина Оронта I (Ерванд I), который был сатрапом армянской ахеменидской сатрапии. Их брак упоминается в одной из стел на горе Немрут, воздвигнутой их потомком Антиохом I Коммагенским (годы правления: 70—31 до н. э.), чтобы подчеркнуть утверждения об ахаменидском происхождении коммагенов.